# Хоао Грималдо
Хоао Алберто Грималдо Убидија (шп. Joao Alberto Grimaldo Ubidia; Лима, 20. фебруар 2003) перуански је фудбалер који игра на позицији крилног играча. Тренутно наступа за Партизан и за репрезентацију Перуа.

## Клупска каријера

### Партизан
Дана 30. јула 2024. постао је играч Партизана. Дебитовао је у победи над Железничаром од 2:0.